# Tensor de Killing
Um tensor de Killing, em homenagem a Wilhelm Killing, é um tensor simétrico, conhecido na teoria da relatividade geral como {\displaystyle K}, que satisfaz
{\displaystyle \nabla _{(\alpha }K_{\beta \gamma )}=0\,}
onde os parênteses nos índices se referem à parte simétrica.
Esta é uma generalização de um vetor de Killing. A solução de Kerr é o exemplo mais famoso de um variedade que possui um tensor de Killing.